# Agathosma stenopetala
Agathosma stenopetala är en vinruteväxtart som först beskrevs av Ernst Gottlieb von Steudel, och fick sitt nu gällande namn av Ernst Gottlieb von Steudel. Agathosma stenopetala ingår i släktet Agathosma och familjen vinruteväxter. Inga underarter finns listade i Catalogue of Life.